# Mulungushi (Mufulira)
Mulungushi è un ward dello Zambia, parte della Provincia di Copperbelt e del Distretto di Mufulira.